# Clusia cuneata
Clusia cuneata är en tvåhjärtbladig växtart som beskrevs av George Bentham. Clusia cuneata ingår i släktet Clusia och familjen Clusiaceae. Inga underarter finns listade i Catalogue of Life.